# 53316 Мікельфорд
53316 Мікельфорд (53316 Michielford) — астероїд головного поясу, відкритий 9 травня 1999 року.
Тіссеранів параметр щодо Юпітера — 3,286.